# Michotamia fuscifemorata
Michotamia fuscifemorata là một loài ruồi trong họ Asilidae. Michotamia fuscifemorata được Joseph & Parui miêu tả năm 1984. Loài này phân bố ở miền Ấn Độ - Mã Lai.